# Zé Luís
José Luís Mendes Andrade (* 24. Januar 1991 in Fogo, Kap Verde), auch bekannt als Zé Luís, ist ein kapverdischer Fußballspieler, der als Stürmer für AVS Futebol SAD in Portugal spielt.

## Karriere

### Verein
Er begann seine Karriere als Profifußballer bei Gil Vicente FC. In der Liga Orangina 2010/11 konnte er mit seinem Team den Aufstieg in die Primeira Liga erreichen, womit er mit 10 Treffern beitragen konnte. Kurz darauf unterschrieb er einen Vertrag bei Sporting Braga. Dort spielte er zuerst für das B-Team und wurde 2012 für drei Monate an seinen ehemaligen Verein Gil Vicente und 2013 für eine volle Spielzeit an Videoton FC nach Ungarn verliehen. Seinen Durchbruch bei Braga erreichte er in der Spielzeit 2014/15, in der er einen Hattrick im Halbfinale der Taca de Portugal gegen Rio Ave FC erzielen konnte.
Am 7. Juli 2015 unterschrieb Zé Luís einen Vertrag bei Spartak Moskau in der russischen Premjer Liga. Er gab sein Ligadebüt am 17. Juli 2015 gegen den FK Ufa und erzielte im selben Spiel sein erstes Tor für Spartak. Bei den Moskauern war er einer der wichtigsten Spieler in der Offensive. In der Saison 2016/17 konnte er mit Spartak die russische Meisterschaft gewinnen, wozu er mit 5 Treffern in 21 Ligaspielen beitrug. Auch den folgenden Superpokal am 14. Juli 2017 gewann er durch einen 2:1-Sieg nach Verlängerung über den Pokalsieger Lokomotive Moskau.
Er unterschrieb am 5. Juli 2019 einen Vertrag beim FC Porto mit vierjähriger Laufzeit. Nach einer Saison, wo er dort das Double aus Meisterschaft und Pokal gewann, wechselte er zurück nach Russland zu Lokomotive Moskau. Nach einem kurzen Engagement beim saudi-arabischen Verein Al-Taawoun, wechselte er im September 2022 zum türkischen Erstligisten Hatayspor. Im Sommer 2023 kehrte er dann wieder nach Portugal zurück und schloss sich dem SC Farense an. Seit dem 13. September 2024 steht der Stürmer nun beim Ligarivalen AVS Futebol SAD unter Vertrag.

### Nationalmannschaft
Zé Luís gab am 24. Mai 2010 sein Debüt für Kap Verde und spielte eine Minute in einem Freundschaftsspiel in Covilhã gegen Portugal (0:0). Er wurde für den Kader des Afrika-Cup 2013 nominiert, nahm jedoch aus persönlichen Gründen nicht teil. Am 6. September 2014 erzielte er dann sein erstes Tor für die Auswahl bei einem 3:1 gegen Niger. Bis zum Herbst 2019 absolvierte er insgesamt 19 Partien und ertzielte dabei drei Treffer.

## Erfolge
- Portugiesischer Ligapokalsieger: 2013
- Russischer Meister: 2017
- Russischer Superpokalsieger: 2017
- Portugiesischer Meister: 2020
- Portugiesischer Pokalsieger: 2020